# Aldoza-1-fosfat adenililtransferaza
Aldoza-1-fosfat adenililtransferaza (EC 2.7.7.36, šećer-1-fosfat adenililtransferaza, ADPaldoza fosforilaza, adenozin difosfošećer fosforilaza, ADP šećerna fosforilaza, adenozin difosfat glukoza:ortofosfat adenililtransferaza, ADP:aldoza-1-fosfatna adenililtransferaza) je enzim sa sistematskim imenom ADP:alfa-D-aldoza-1-fosfat adenililtransferaza. Ovaj enzim katalizuje sledeću hemijsku reakciju
ADP + alfa-D-aldoza 1-fosfat {\displaystyle \rightleftharpoons } fosfat + ADP-aldoza

## Literatura
- Nicholas C. Price; Lewis Stevens (1999). Fundamentals of Enzymology: The Cell and Molecular Biology of Catalytic Proteins (Third изд.). USA: Oxford University Press. ISBN 019850229X.
- Eric J. Toone (2006). Advances in Enzymology and Related Areas of Molecular Biology, Protein Evolution (Volume 75 изд.). Wiley-Interscience. ISBN 0471205036.
- Branden C; Tooze J. Introduction to Protein Structure. New York, NY: Garland Publishing. ISBN 0-8153-2305-0.
- Irwin H. Segel. Enzyme Kinetics: Behavior and Analysis of Rapid Equilibrium and Steady-State Enzyme Systems (Book 44 изд.). Wiley Classics Library. ISBN 0471303097.

## Spoljašnje veze
- Aldose-1-phosphate+adenylyltransferase на 